# اپسیلون مار باریک
اپسیلون مار باریک یک ستاره است که در صورت فلکی مار باریک قرار دارد.